# Archie Panjabi

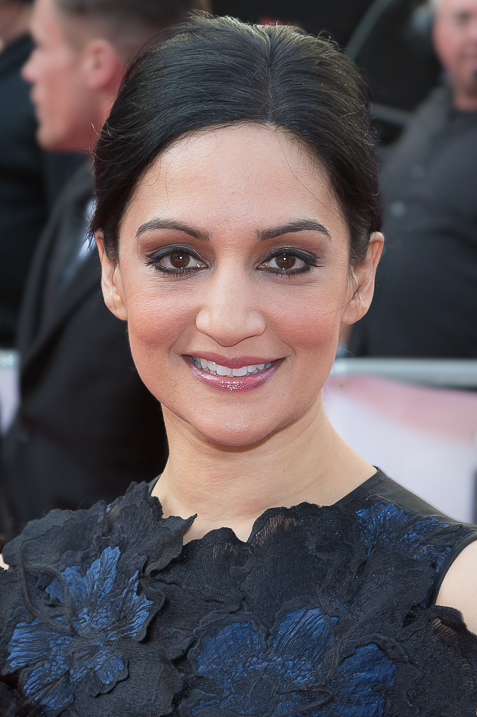
Archie Panjabi (2015)

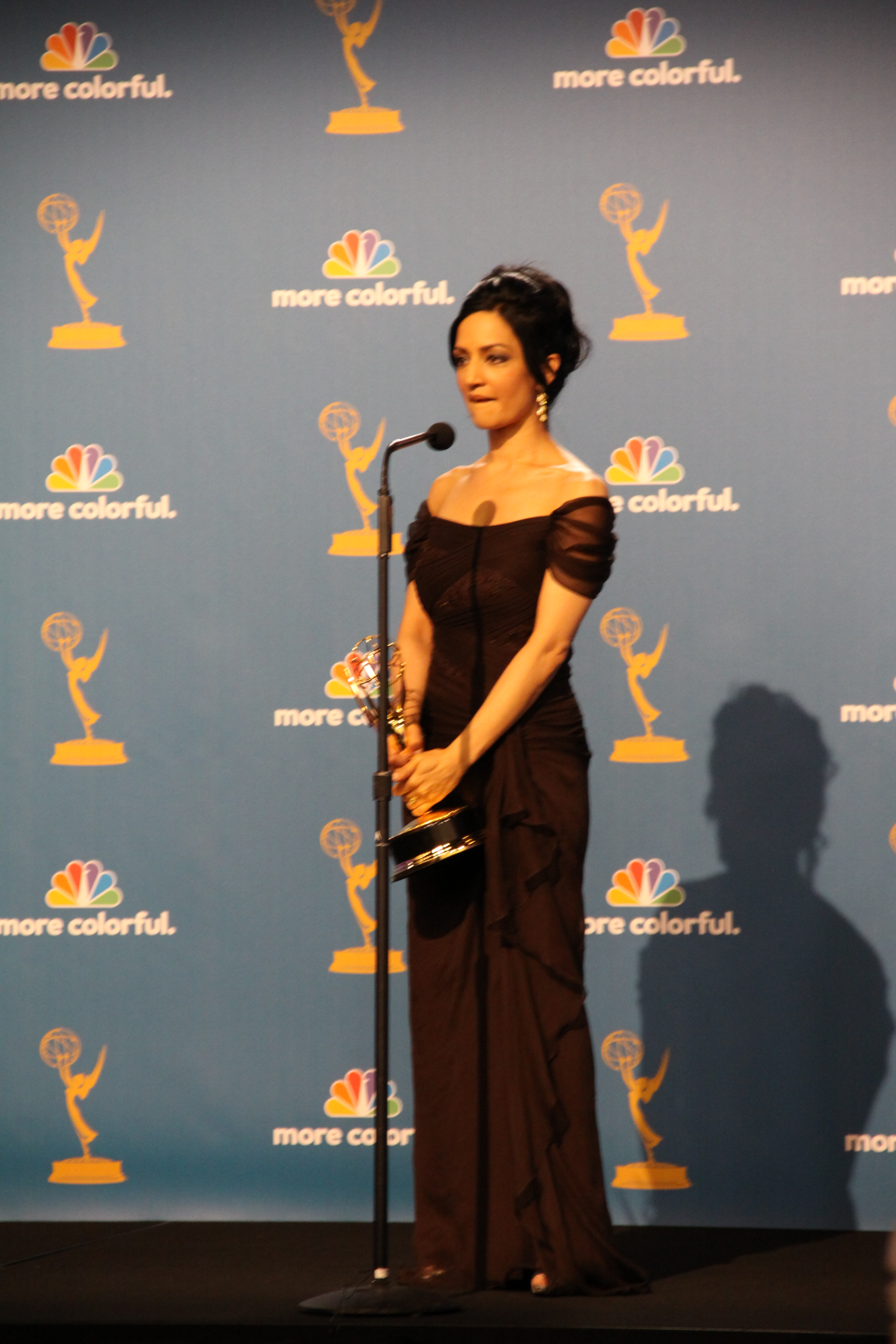
Archie Panjabi mit dem Emmy Award 2010

Archana „Archie“ Panjabi (* 31. Mai 1972 in Edgware, London) ist eine britische Schauspielerin indischer Abstammung, die durch die Rolle der Kalinda Sharma in der Fernsehserie Good Wife bekannt wurde.

## Leben und Karriere
Panjabis Eltern Govind und Padma Panjabi stammen aus Indien; sie wuchs in England auf. 1996 schloss sie ihr Studium an der Brunel University in West-London mit einem Titel im Management ab. Im Alter von 26 Jahren heiratete sie den Schneider Rajesh Nihalani.
Ihre Schauspielkarriere begann Panjabi 1995 mit dem Fernsehfilm Under the Moon. Anschließend war sie überwiegend in Fernsehrollen zu sehen, unter anderem in dem Film Am Anfang (2000). 2002 wurde sie durch ihre Rolle der Pinky Bhamra in dem Kinoerfolg Kick It Like Beckham neben Keira Knightley und Parminder Nagra erstmals einem größeren Publikum bekannt. Für ihre Rolle in dem Einwandererdrama Yasmin wurde sie bei der Berlinale 2005 als Shooting Star ausgezeichnet.
2006 war Panjabi in ihrer ersten Hollywoodrolle als britische Diplomatin in dem oscarprämierten Film Der ewige Gärtner zu sehen. 2007 spielte sie an der Seite von Angelina Jolie in dem Drama Ein mutiger Weg. Dabei handelt es sich um die Verfilmung des Buchs von Mariane Pearl, Witwe des ermordeten Journalisten Daniel Pearl. Für ihre Darstellung der früheren Wall-Street-Journal-Reporterin Asra Nomani wurde sie bei den Filmfestspielen in Cannes 2007 als beste Schauspielerin ausgezeichnet.
2009 bis 2015 spielte sie die Ermittlerin Kalinda Sharma in der Fernsehserie Good Wife an der Seite von Julianna Margulies. Für ihre Leistung erhielt sie bei der Primetime-Emmy-Verleihung 2010 einen Preis als beste Nebendarstellerin in einer Dramaserie.
2013 und 2014 war sie als Gerichtsmedizinerin Tanja Reed-Smith in zwei Staffeln der BBC Two Krimiserie The Fall – Tod in Belfast zu sehen. Von 2019 bis 2023 spielte sie die Hauptrolle in der Dramaserie Departure, die beim Pay-TV-Sender Universal TV lief.

## Filmografie

### Kinofilme
- 1995: Bideshi (Kurzfilm)
- 1999: East is East
- 2001: Delilah (Kurzfilm)
- 2002: Kick It Like Beckham (Bend It Like Beckham)
- 2002: Arranged Marriage (Kurzfilm)
- 2003: Cross My Heart
- 2003: Code 46
- 2004: Yasmin
- 2005: Chromophobia
- 2005: Der ewige Gärtner (The Constant Gardener)
- 2006: Ein gutes Jahr (A Good Year)
- 2007: Flying Lessons (Lezioni di volo)
- 2007: Hauptsache verliebt (I Could Never Be Your Woman)
- 2007: Ein mutiger Weg (A Mighty Heart)
- 2008: Traitor
- 2008: My World (Kurzfilm)
- 2009: Be Good (Kurzfilm)
- 2009: Espion(s)
- 2010: The Happiness Salesman (Kurzfilm)
- 2010: Alles koscher! (The Infidel)
- 2014: I Origins – Im Auge des Ursprungs (I Origins)
- 2015: San Andreas

### TV
- 1995: Under the Moon (TV-Film)
- 1996: Inspektor Fowler – Härter als die Polizei erlaubt (The Thin Blue Line, Serie, eine Folge)
- 2000: Tough Love (TV-Film)
- 2000: Brand Spanking New Show (Serie, Gastrolle)
- 2000: Am Anfang (In the Beginning, TV-Film)
- 2001: A Mind to Kill (Serie, eine Folge)
- 2001: Murder in Mind (Serie, eine Folge)
- 2002: The Bill (Serie, 2 Folgen)
- 2002: Ivor the Invisible (TV-Film)
- 2002: Single Voices (Serie, eine Folge)
- 2002: The Secret (TV-Film)
- 2002: Holby City (Serie, eine Folge)
- 2002: White Teeth (Serie, Gastrolle)
- 2002: My Family (Serie, eine Folge)
- 2003: Frühgeboren (This Little Life, TV-Film)
- 2003: Final Demand (TV-Film)
- 2003: Canterbury Tales (Serie, eine Folge)
- 2003–2004: Grease Monkeys (Serie, 20 Folgen)
- 2004: Sea of Souls (Serie, 6 Folgen)
- 2005: A Very Social Secretary (TV-Film)
- 2006–2007: Life on Mars – Gefangen in den 70ern (Life on Mars, Serie, 2 Folgen)
- 2007: Gerichtsmediziner Dr. Leo Dalton (Silent Witness, Serie, 2 Folgen)
- 2007: Love Triangle (TV-Film)
- 2009: Personal Affairs (Serie, 5 Folgen)
- 2009–2015: Good Wife (The Good Wife, Serie, 134 Folgen)
- 2013–2014: The Fall – Tod in Belfast (The Fall, Serie, 9 Folgen)
- 2014: The Widower (Miniserie, 2 Folgen)
- 2015: Brooklyn Nine-Nine (Serie, eine Folge)
- 2016: Mord auf Shetland  (Shetland, Serie, 5 Folgen)
- 2016: Power Monkeys (Serie, 6 Folgen)
- 2016–2020: Blindspot (Serie, 21 Folgen)
- 2017: Bull (Serie, eine Folge)
- 2018: Next of Kin (Serie, 6 Folgen)
- 2019–2023: Departure (Serie)
- 2020: Run (Serie, 3 Folgen)
- 2021: Star Wars: The Bad Batch (Serie, Folge 1x01, Stimme)
- 2022: Snowpiercer (Serie, 6 Folgen)
- 2023: Hijack (Miniserie)
- 2024: Under the Bridge (Miniserie)
- 2025: Doctor Who (Fernsehserie)

## Auszeichnungen
- 2002: BBC Mega Mela Award in der Kategorie Persönlichkeit des Jahres für Kick It Like Beckham – gewonnen
- 2003: Royal Television Society Award in der Kategorie Beste Schauspielerin für Greese Monkeys – nominiert
- 2005: Mons International Festival of Love Films – Prix Ciné Femme Award in der Kategorie Beste Schauspielerin für Yasmin – gewonnen
- 2005: Internationale Filmfestspiele Berlin – Shooting Star Award für Yasmin – gewonnen
- 2006: Reims International Television Days Award in der Kategorie Beste Schauspielerin für Yasmin – gewonnen
- 2007: Internationale Filmfestspiele von Cannes – Chopard Award in der Kategorie Female Revelation für Ein mutiger Weg – gewonnen
- 2010: Screen Actors Guild Award in der Kategorie Bestes Ensemble in einer Dramaserie für Good Wife – nominiert
- 2010: Emmy in der Kategorie Beste Nebendarstellerin in einer Dramaserie für Good Wife – gewonnen
- 2010: Satellite Award in der Kategorie Best Supporting Actress – Series, Miniseries or Television Film für The Good Wife – nominiert
- 2011: Emmy in der Kategorie Beste Nebendarstellerin in einer Dramaserie für Good Wife – nominiert
- 2011: Screen Actors Guild Award in der Kategorie Bestes Ensemble in einer Dramaserie für Good Wife – nominiert
- 2012: Emmy in der Kategorie Beste Nebendarstellerin in einer Dramaserie für Good Wife – nominiert
- 2012: Screen Actors Guild Award in der Kategorie Bestes Ensemble in einer Dramaserie für Good Wife – nominiert
- 2013: Golden Globe in der Kategorie Beste Nebendarstellerin in einer Fernsehserie für Good Wife – nominiert